# Dettingen unter Teck
Dettingen là một đô thị trong huyện Esslingen của bang Baden-Württemberg miền nam nước Đức.